# Algirdas Monkevičius
Algirdas Monkevičius (* 29. März 1956 in Rietavas) ist ein litauischer Pädagoge, Politiker, Bildungsminister Litauens (2000–2004 und 2019–2020).

## Leben
Nach dem Abitur 1974 an der Mittelschule Rietavas absolvierte Monkevičius 1979 das Diplomstudium an der Fakultät für Physik und Mathematik am Pädagogischen Institut in Šiauliai und wurde Lehrer. Von 1988 bis 1991 studierte er in der Aspirantur am Zentrum für soziologische Forschungen in Moskau und promovierte 1991 in Soziologie über Persönlichkeitsbewusstsein. Von 1996 bis 1999 absolvierte er das Fernstudium an der Šiaulių universitetas und wurde Lehrer für Informatik.
Von 1979 bis 1981 arbeitete Monkevičius in Naujoji Akmenė, von 1991 bis 1997 war er Direktor der Mittelschule Papilė. Von 1998 bis 2000 war er Prodekan der Fakultät für Sozialwissenschaften, von 1999 bis 2000 Leiter des Lehrstuhls für Management und 2000 Dekan der Fakultät in Šiauliai.
Von 2000 bis 2008 war Monkevičius Mitglied im Seimas, gewählt im Wahlbezirk Akmenė–Joniškis Nr. 39. Von 2000 bis 2004 und 2008 war er litauischer Bildungsminister im Kabinett Kirkilas, Kabinett Paksas II (2000–2001) und im Kabinett Brazauskas I (2001–2004). Ab 2010 war Monkevičius Dekan der Fakultät für Politik und Management und vom 28. April 2015 bis Dezember 2018 Rektor der Mykolo Romerio universitetas. Von 2019 bis 2020 war er Minister für Bildung, Wissenschaft und Sport im Kabinett Skvernelis.
Monkevičius war Mitglied von KPdSU und ab 2000 von Naujoji sąjunga. Von 1997 bis 2003 war Mitglied im Rat der Rajongemeinde Akmenė (Lietuvių tautininkų sąjunga).

## Familie
Monkevičius ist verheiratet. Seine Frau ist Jovita Monkevičienė. Sie haben die Tochter Audronė sowie die Söhne Tadas und Algirdas.